# Пневмогідравлічні флотаційні машини
Пневмогідравлічні флотаційні машини
Характерною особливістю пневмогідравлічних флотомашин є спосіб аерації пульпи подачею стисненого повітря, яке диспергується за допомогою різних гідравлічних пристроїв. Процес відбувається при значних швидкостях змішуваних фаз у вузьких трубопроводах або спеціальних пристроях, для чого застосовуються відцентрові насоси, а у окремих випадках повітродувки і компресори.

## Різновиди конструкцій
- Флотаційна машина з циклонними аераторами — відрізняється відносно простою конструкцією, відсутністю рухомих частин і задовільними технологічними показниками.
- Ежекторна флотаційна машина може компонуватися з будь-якого числа ступенів. Виготовляють ежекторні флотомашини ФЕ-6 і ФЕ-10 (з об’ємом камер 6 і 10 м3).
- Флотаційна машина типу «Апатит» призначена для збагачення апатито-нефелінових руд з великим виходом пінного продукту.